# Josef Wohanka
Josef rytíř Wohanka (2. listopadu 1842 Polerady, okres Most – 2. ledna 1931, Praha) byl český šlechtitel, obchodník, veřejný činitel a poslanec Českého zemského sněmu.

## Život

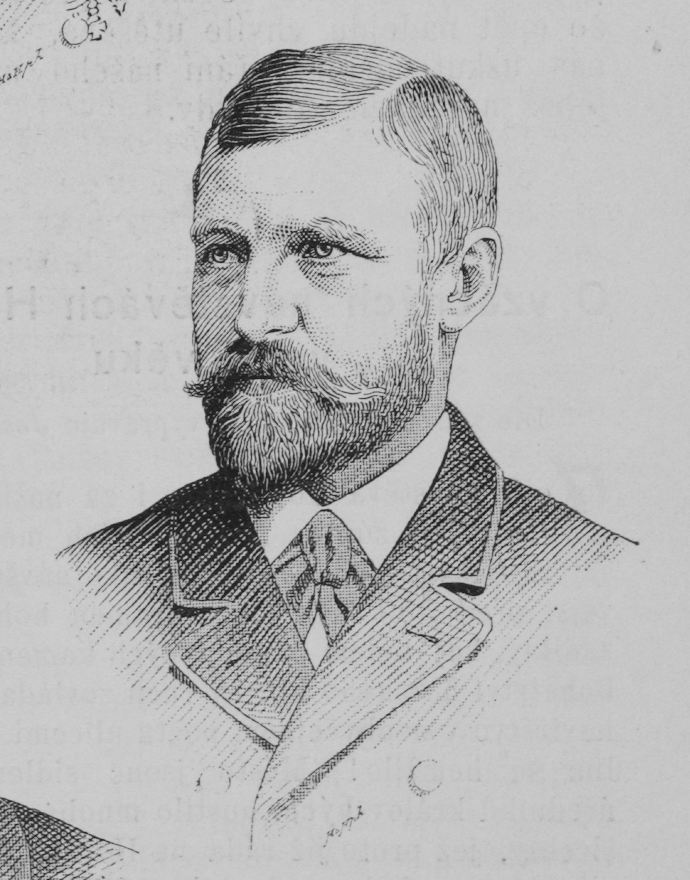
Josef rytíř Wohanka na kresbě J. Mukařovského z roku 1891

### Podnikatel
Pocházel z rodiny učitele. Po ukončení obecné školy se v roce 1855 začal učit v Praze příručím v obchodě koloniálním zbožím, který se nacházel na tehdejším Ferdinandově (nynější Národní) třídě a patřil Václavovi Měšťanovi. Po vyučení pracoval v Čáslavi a v roce 1861 byl přijat do pražského Hammerova velkoobchodu.
V roce 1866 založil firmu Wohanka a spol., která se zpočátku zabývala obchodem švýcarskými usněmi a koženými výrobky pro technické účely. Později se soustředil na obchodování se stroji, přístroji a surovinami, zejména pro cukrovarnický průmysl. V roce 1874 zřídil filiálku ve Vídni a v roce 1890 v Budapešti. Postupně vystřídal dva společníky, a v roce 1894 se stal výhradním vlastníkem firmy. Stálý styk s cukrovarnickým průmyslem ho přivedl na myšlenku založit stanici pro šlechtění řepného semene, které se do Čech dosud dováželo, převážně z Německa. Zřídil šlechtitelské stanice v Hostovicích a v Leopoldsdorfu, prvního svého druhu v celé rakousko-uherské monarchii. Poté se stal majitelem velkostatku v Úholičkách u Prahy, založil zde moderní stanici, do níž soustředil pěstování řepného semene. Pod značkou Wohanka Original bylo vyváženo do Francie, Belgie, Itálie, Spojených států a řady dalších zemí. Je příznačné, že teprve po úspěších v zahraničí se prosadil také na domácím trhu.
V roce 1897 založil firmu Wohanka & spol., která v Příbrami provozovala továrnu na výrobu drezín. 

### Politik
Josef Wohanka se kromě podnikání věnoval veřejné a politické činnosti. V roce 1862 založil obchodní spolek Merkur. Od roku 1882 byl členem Obchodní a živnostenské komory a v letech 1896-1902 jejím prezidentem. Měl velkou zásluhu na zřízení Uměleckoprůmyslového muzea v Praze (od roku 1910 byl předsedou správního výboru) a stál u počátků Technického muzea.
V doplňovacích volbách v září 1887 byl zvolen v kurii obchodních a živnostenských komor (volební obvod Praha) do Českého zemského sněmu. Poslancem Českého zemského sněmu měl být v letech 1887-1895, ale jako zemský poslanec se uvádí i po roce 1895.
Ve volbách roku 1891 byl zvolen poslancem Říšské rady (celostátní parlament) za kurii obchodních a živnost. komor v Praze. Rezignaci na poslanecký mandát oznámil na schůzi 22. února 1894, ale již 15. dubna 1896 nově nastoupil místo Josefa Fořta. Ve vídeňském parlamentu pak setrval až do konce funkčního období sněmovny, tedy do roku 1897.
Roku 1899 se stal jako první český obchodník doživotním členem Panské sněmovny (jmenovaná horní komora Říšské rady). V témže roce byl jmenován náměstkem nejvyššího maršálka království českého. Byl povýšen do rytířského stavu a opakovaně dostal nabídku na funkci ministra obchodu.

### Úmrtí
Josef Wohanka zemřel 2. ledna 1931 v Praze ve věku 88 let. Pohřben byl v rodinné hrobce na Vyšehradském hřbitově.

## Pozdější osudy rodinné firmy
V roce 1910 přijal za společníky v podnikání své dva syny, veřejná a politická činnost jej zaměstnávala natolik, že synové firmu fakticky vedli. Výroba drezín v Příbrami skončila v roce 1934, budovu prodali dědicové v roce 1939.
Za druhé světové války byli nuceni zrušit filiálky ve Vídni a Budapešti. V květnu 1945 se na velkostatku v Úholičkách ubytovali vojáci Rudé armády. Objekt šlechtitelské stanice proměnili v kasárna a zničili její zařízení. Majitelům se podařilo zachránit to nejcennější – selekční materiál, který předali Společnosti pro pěstování řepného semene v Semčicích. Koncem roku 1949 Wohankové museli zrušit pražskou kancelář svého podniku. Firma Wohanka skončila po 83 letech existence svou činnost.

## Wohankův dům
Nárožní činžovní dům čp. 714/I v Dlouhé třídě 36 na Starém Městě pražském postavil roku 1898 architekt František Buldra ve smíšeném stylu neorenesance a secese. Průčelí hlavního vchodu má secesní štukatury z dílny Celdy Kloučka – emblém obchodu s hlavou Merkura v okřídlené přilbě, kterou dvě putti ověnčili ovocnými festony. Nad ní je nápisová tabulka se jménem zakladatele a letopočtem založení domu. Dům sloužil jako reprezentační i obchodní sídlo s kancelářemi, horní patra jako obytný dům.